# 彼得·格雷
彼得·格雷（英語：Peter Gray，1944年—），美国心理学家，目前在波士顿学院心理学系任研究教授。他是美国大学心理学教科书《心理学》的作者。他以对教育与玩之间的互动关系的研究以及他在心理学理论上的进化论视角而闻名。

## 学术生涯
格雷是有名的标准教育系统的批评者，他经常被邀请去给父母们，教育者们和研究者们演讲，讲述孩子们在自由的玩方面的需求，学校上学给孩子们造成的心理伤害，以及自然选择的设计是如何使得我们的孩子拥有可以掌控他们自己的教育的能力。
20世纪50年代，彼得·格雷在明尼蘇達州和威斯康辛州长大。彼得·格雷1962年从Cabot, Vermont的Cabot School毕业，他是这个在1960年有763人的小镇的优秀毕业生代表。他在纽约市的哥伦比亚大学心理学系学习，并以优等生毕业。他高中和大学时在营地和娱乐中心工作的经验引发了他对玩和儿童身心发展之间关系的学术兴趣。在1972年，他获得了洛克菲勒大學的生物科学博士学位，并在同一年加入了波士顿学院的心理学系。在那里他从助教升到副教授到正教授，并在不同的时间段担任过系主席，本科学习主任，研究生学习主任。在2002年，他从教职上退休并接受了研究教授的职位直到今天。
他是一本广泛采用的心理学教科书《心理学》的作者，该书现在已经是第七版。这本书的发表（1991年）开拓了新的领域，是第一本引入达尔文进化论的通用心理学入门教材。他也是《玩耍精神：会玩的孩子真的有出息》的作者，以及Psychology Today杂志上著名博客“Freedom to Learn”的作者。
格雷的学术研究范围非常广泛。虽然他一般的身份是进化论心理学家，但他在神经内分泌学、动物行为学、发展心理学、人类学和教育学等方面都有研究和文章发表。他最著名的则是研究儿童自然的学习方式和玩在儿童身心发展中的角色。
2016年，彼得·格雷参与创立了自主教育联盟，一个在儿童和青少年中倡导自主教育以取代传统学校的组织。他担任了该组织的主席，并于2020年从主席职位退下。2017年，彼得·格雷参与创立了Let Grow，一个致力于推进儿童的独立和以抵消“直升机育儿”模式的影响的非盈利组织。

## 书籍
- Gray, Peter. . Basic Books. 5 March 2013  [2022-01-29]. ISBN 978-0-465-03791-9. （原始内容存档于2022-04-24）.[8]
- Narváez, Darcia; Valentino, Kristin; Fuentes, Agustin; McKenna, James J.; Gray, Peter (编). . Oxford University Press. 2014  [2022-01-29]. ISBN 978-0-19-996425-3. （原始内容存档于2022-01-29）.
- Gray, Peter; Bjorklund, David. . Macmillan Learning. 2018  [2022-01-29]. ISBN 978-1-319-15051-8. （原始内容存档于2022-04-18）.
- Gray, Peter (2020).  Four books, all published by Tipping Points Press (publishing arm of the Alliance for Self-Directed Education), and adapted from blog posts in Gray's Freedom to Learn blog:
  - Mother Nature's Pedagogy: Biological Foundations for Children's Self-Directed Education, ISBN 978-1-952837-06-7
  - Evidence that Self-Directed Education Works, ISBN 9781952837029
  - The Harm of Coercive Schooling, ISBN 9781952837005
  - How Children Acquire "Academic" Skills Without Formal Instruction, ISBN 9781952837043